# Swifton
Swifton è una città degli Stati Uniti d'America situata nello Stato dell'Arkansas, nella Contea di Jackson.